# What’s My Name? (minialbum)
What’s My Name? – trzynasty minialbum południowokoreańskiej grupy T-ara, wydany 14 czerwca 2017 roku przez MBK Entertainment, pierwszy nagrany po odejściu Soyeon i Boram. Minialbum ukazał się w sześciu wersjach: cyfrowej oraz w wersji zwykłej fizycznej, Jiyeon, Hyomin, Qri i Eunjung.
Osiągnął 4 pozycję na liście Gaon Chart. Album sprzedał się w nakładzie 39 453 egzemplarzy (stan na lipiec 2017).

## Lista utworów
| CD (wer. cyfrowa)  |                                                   |                          |                                        |                          |      |
| Nr                 | Tytuł                                             | Słowa                    | Kompozycja                             | Aranżacja                | Czas |
| 1.                 | "What's My Name?" (kor. 내 이름은 Nae ileum-eun)  | Brave Brothers, Chakun   | Brave Brothers, Two Champ, Chakun      | Two Champ                | 3:32 |
| 2.                 | "Reload"                                          | Lee Ji-eun               | Bum, Sophiya Magolpy, Kang Min-sun     | Bum, Kang Min-sun        | 3:00 |
| 3.                 | "20090729"                                        | Park Hyun-joon Peter Pan | Park Hyun-joon Peter Pan               | Park Hyun-joon           | 3:55 |
| 4.                 | "Diamond" (kor. 다이아몬드 daiamondeu) (Qri solo) | Mafly, Moon Sulley       | Damon Sharpe, John Ho, Jeff Shum       | John Ho, Jeff Shum       | 3:00 |
| 5.                 | "Ooh La La" (Hyomin solo)                         | Lee Ji-eun               | Damon Sharpe, Jimmy Burney, Adam Kapit | Damon Sharpe, Adam Kapit | 2:59 |
| 6.                 | "Real Love" (Eunjung solo)                        | Lee Ji-eun               | Andrew Choi, Brian Cho, 220            | Brian Cho, 220           | 3:22 |
| 7.                 | "Lullaby" (Jiyeon solo)                           | ZNEE                     | Bum, Sophiya, Kim Yong-shin            | Bum, Kim Yong-shin       | 3:19 |
| 8.                 | "What's My Name?" (Chinese Ver.)                  | Brave Brothers, Chakun   | Brave Brothers, Two Champ, Chakun      | Two Champ                | 3:32 |
| 9.                 | "What's My Name?" (Inst.)                         |                          | Brave Brothers, Two Champ, Chakun      | Two Champ                | 3:32 |
| CD (wer. fizyczna) |                                                   |                          |                                        |                          |      |
| Nr                 | Tytuł                                             | Słowa                    | Kompozycja                             | Aranżacja                | Czas |
| 1.                 | "What's My Name?" (kor. 내 이름은 Nae ileum-eun)  | Brave Brothers, Chakun   | Brave Brothers, Two Champ, Chakun      | Two Champ                | 3:32 |
| 2.                 | "Reload"                                          | Lee Ji-eun               | Bum, Sophiya Magolpy, Kang Min-sun     | Bum, Kang Min-sun        | 3:00 |
| 3.                 | "20090729"                                        | Park Hyun-joon Peter Pan | Park Hyun-joon Peter Pan               | Park Hyun-joon           | 3:55 |
| 4.                 | "What's My Name?" (Chinese Ver.)                  | Brave Brothers, Chakun   | Brave Brothers, Two Champ, Chakun      | Two Champ                | 3:32 |
| 5.                 | "What's My Name?" (Inst.)                         |                          | Brave Brothers, Two Champ, Chakun      | Two Champ                | 3:32 |

| Edycja Jiyeon | Edycja Jiyeon                         | Edycja Jiyeon          | Edycja Jiyeon                     | Edycja Jiyeon     | Edycja Jiyeon |
| Nr            | Tytuł utworu                          | Słowa                  | Kompozycja                        | Aranżacja         | Długość       |
| ------------- | ------------------------------------- | ---------------------- | --------------------------------- | ----------------- | ------------- |
| 1.            | „Lullaby” (Jiyeon solo)               | ZNEE                   | Bum, Sophiya, Kim Yong-shin       | Bum Kim Yong-shin | 3:19          |
| 2.            | „What's My Name?” (내 이름은)         | Brave Brothers, Chakun | Brave Brothers, Two Champ, Chakun | Two Champ         | 3:32          |
| 3.            | „Lullaby” (Jiyeon solo; Chinese Ver.) | ZNEE                   | Bum, Sophiya, Kim Yong-shin       | Bum Kim Yong-shin | 3:19          |
|               |                                       |                        |                                   |                   | 10:10         |

| Edycja Hyomin | Edycja Hyomin                           | Edycja Hyomin          | Edycja Hyomin                          | Edycja Hyomin            | Edycja Hyomin |
| Nr            | Tytuł utworu                            | Słowa                  | Kompozycja                             | Aranżacja                | Długość       |
| ------------- | --------------------------------------- | ---------------------- | -------------------------------------- | ------------------------ | ------------- |
| 1.            | „Ooh La La” (Hyomin solo)               | Lee Ji-eun             | Damon Sharpe, Jimmy Burney, Adam Kapit | Damon Sharpe, Adam Kapit | 2:59          |
| 2.            | „What's My Name?” (내 이름은)           | Brave Brothers, Chakun | Brave Brothers, Two Champ, Chakun      | Two Champ                | 3:32          |
| 3.            | „Ooh La La” (Hyomin solo; Chinese Ver.) | Lee Ji-eun             | Damon Sharpe, Jimmy Burney, Adam Kapit | Damon Sharpe, Adam Kapit | 2:59          |
|               |                                         |                        |                                        |                          | 9:30          |

| Edycja Qri | Edycja Qri                                      | Edycja Qri             | Edycja Qri                        | Edycja Qri         | Edycja Qri |
| Nr         | Tytuł utworu                                    | Słowa                  | Kompozycja                        | Aranżacja          | Długość    |
| ---------- | ----------------------------------------------- | ---------------------- | --------------------------------- | ------------------ | ---------- |
| 1.         | „Diamond” (다이아몬드) (Qri solo)               | Mafly, Moon Sulley     | Damon Sharpe, John Ho, Jeff Shum  | John Ho, Jeff Shum | 3:00       |
| 2.         | „What's My Name?” (내 이름은)                   | Brave Brothers, Chakun | Brave Brothers, Two Champ, Chakun | Two Champ          | 3:32       |
| 3.         | „Diamond” (다이아몬드) (Qri solo; Chinese Ver.) | Mafly, Moon Sulley     | Damon Sharpe, John Ho, Jeff Shum  | John Ho, Jeff Shum | 3:00       |
|            |                                                 |                        |                                   |                    | 9:32       |

| Edycja Eunjung | Edycja Eunjung                           | Edycja Eunjung         | Edycja Eunjung                    | Edycja Eunjung | Edycja Eunjung |
| Nr             | Tytuł utworu                             | Słowa                  | Kompozycja                        | Aranżacja      | Długość        |
| -------------- | ---------------------------------------- | ---------------------- | --------------------------------- | -------------- | -------------- |
| 1.             | „Real Love” (Eunjung solo)               | Lee Ji-eun             | Andrew Choi, Brian Cho, 220       | Brian Cho, 220 | 3:22           |
| 2.             | „What's My Name?” (내 이름은)            | Brave Brothers, Chakun | Brave Brothers, Two Champ, Chakun | Two Champ      | 3:32           |
| 3.             | „Real Love” (Eunjung solo; Chinese Ver.) | Lee Ji-eun             | Andrew Choi, Brian Cho, 220       | Brian Cho, 220 | 3:22           |
|                |                                          |                        |                                   |                | 10:16          |

## Notowania
| Lista                    | Pozycja |
| ------------------------ | ------- |
| Gaon Weekly Albums Chart | 4       |